# 카탈렙시스
스토아 철학에서 카탈렙시스(그리스어: κατάληψις, "과욕")는 이해를 뜻한다. 그것은 원래 스토아 철학자를 의미하고 그들에게 근본적인 철학적 개념을 파악에 관련된 마음의 자신의 상태에 관한 중요한 전제였던 용어이다.